# Ricinoleate
| Beispiel für ein Ricinoleat |
| --------------------------- |
| Natriumricinoleat           |

Ricinoleate sind Metallseifen einer speziellen Fettsäure – der Ricinolsäure – mit z. B. Barium, Calcium, Magnesium, Natrium. Die Ricinoleate sind verwendbar als Bestandteile von Klebstoffen, Korrosionsschutzmitteln, Kosmetika, Schmierfetten, Lacken, Druckfarben etc. sowie zur Desodorierung.